# Джорджтаун (округ Бівер, Пенсільванія)
Джорджтаун (англ. Georgetown) — місто (англ. borough) в США, в окрузі Бівер штату Пенсільванія. Населення — 208 осіб (2020).

## Географія
Джорджтаун розташований за координатами 40°38′32″ пн. ш. 80°29′55″ зх. д. / 40.64222° пн. ш. 80.49861° зх. д. (40.642105, -80.498668).  За даними Бюро перепису населення США в 2010 році місто мало площу 0,65 км², з яких 0,45 км² — суходіл та 0,20 км² — водойми.

## Демографія
Згідно з переписом 2010 року, у селищі мешкали 174 особи в 61 домогосподарстві у складі 46 родин. Густота населення становила 268 осіб/км².  Було 72 помешкання (111/км²).
Расовий склад населення:
| - 99,4 % — білих |

До двох чи більше рас належало 0,6 %. Частка іспаномовних становила 0,0 % від усіх жителів.
За віковим діапазоном населення розподілялося таким чином: 27,6 % — особи молодші 18 років, 57,5 % — особи у віці 18—64 років, 14,9 % — особи у віці 65 років та старші. Медіана віку мешканця становила 38,4 року. На 100 осіб жіночої статі у селищі припадало 83,2 чоловіків;  на 100 жінок у віці від 18 років та старших — 85,3 чоловіків також старших 18 років.
Середній дохід на одне домашнє господарство  становив 60 363 долари США (медіана — 50 417), а середній дохід на одну сім'ю — 73 343 долари (медіана — 60 208). За межею бідності перебувало 3,7 % осіб, у тому числі 2,3 % дітей у віці до 18 років та 14,7 % осіб у віці 65 років та старших.
Цивільне працевлаштоване населення становило 70 осіб. Основні галузі зайнятості: виробництво — 24,3 %, транспорт — 18,6 %, освіта, охорона здоров'я та соціальна допомога — 12,9 %.